# Cyclops staphylinus
Cyclops staphylinus is een eenoogkreeftjessoort uit de familie van de Cyclopidae. De wetenschappelijke naam van de soort is voor het eerst geldig gepubliceerd in 1825 door Desmarest.